# L'uomo dai calzoni corti
L'uomo dai calzoni corti è un film del 1958 diretto da Glauco Pellegrini. 
Il film è noto anche con il titolo L'amore più bello.

## Trama
Salvatore, detto "pagnottella", fugge dal brefotrofio di Caltanissetta per ritrovare la madre che non ha mai conosciuto. Prima di trovarla a Venezia fa tappa in un paesino sul mare, Napoli, Roma e Milano, dove incontra gente di vario genere che sia pure in maniera diversa si affeziona a lui.